# Янгорчино
Янго́рчино (рос. Янгорчино, чув. Çĕрпел) — село у складі Вурнарського району Чувашії, Росія. Адміністративний центр Янгорчинського сільського поселення.
Населення — 704 особи (2010; 876 у 2002).
Національний склад:
- чуваші — 99 %